# 狄克西女子合唱團
南方小鸡（英語：The Chicks，前称），是一支来自德克萨斯州達拉斯的美国乡村音乐乐队。自1995年以来，乐队由娜塔丽·麦恩斯（主唱、吉他）和姐姐玛蒂·马奎尔（主唱、小提琴、曼陀林、吉他）以及艾米丽·斯特雷尔（主唱、吉他、班卓琴、谐振器吉他）组成。马奎尔和斯特雷尔（原姓Erwin）于1989年在德克萨斯州達拉斯与贝斯手劳拉·林奇以及主唱兼吉他手罗宾·林恩·梅西创立了该乐队。他们表演藍草音樂和乡村音乐，在蓝草音乐节巡回演出和小型场地进行街头表演，并在六年的时间里巡回演出，但没有吸引到主要唱片公司。1992年梅西离开后，林奇成为主唱。
在1997年与Monument Records签约并用娜塔丽·麦恩斯取代劳拉·林奇后，南方小鸡凭借专辑《Wide Open Spaces》和《Fly》取得了成功。Monument关闭其纳什维尔分店后，南方小鸡因《Home》转入哥伦比亚唱片。这些专辑在美国、加拿大和澳大利亚取得了多倍白金认证，多首单曲还登上了美国Billboard热门乡村歌曲榜。《There's Your Trouble》、《Wide Open Spaces》、《You Were Mine》、《Cowboy Take Me Away》、《Without You》以及翻唱布鲁斯·罗宾逊的《Travelin' Soldier》登上了第一名。南方小鸡还凭借2002年翻唱佛利伍麥克的《Landslide》在成人當代單曲榜上名列第一。
在2003年伊拉克战争开始的前几天，梅因斯对伦敦的听众表示南方小鸡不赞成战争，并为美国总统乔治·沃克·布什来自得克萨斯州而感到羞耻。这番话引发了美国国内的抵制和歌迷的反弹。经过一段时间的休整，南方小鸡于2006年发行了《Taking the Long Way》专辑，这张专辑就是在这次反弹的影响下发行的。其中《Not Ready to Make Nice》成为她们最大的跨界单曲，在美国公告牌百强单曲榜上排名第四。马奎尔和斯特雷尔于2009年以Court Yard Hounds的名义发行了一张专辑。2010年代，南方小鸡再次聚首巡演。2020年，由于“Dixie”的负面含义，她们将“Dixie”从名字中删除，并发行了14年来的首张专辑《Gaslighter》。
南方小鸡共获得过13项葛萊美獎，其中包括2007年凭借《Taking the Long Way》获得格莱美奖年度专辑的五项大奖，以及获得格莱美奖年度制作和格莱美奖年度歌曲的单曲《Not Ready to Make Nice》。截至2020年7月，南方小鸡已售出3300万张认证专辑，在美国的专辑销量为2790万张，成为Luminate自1991年开始记录销量以来最畅销的全女子乐队和最畅销的乡村音乐组合。

## 演艺历程

### 1989–1995：最初的“蓝草”组合

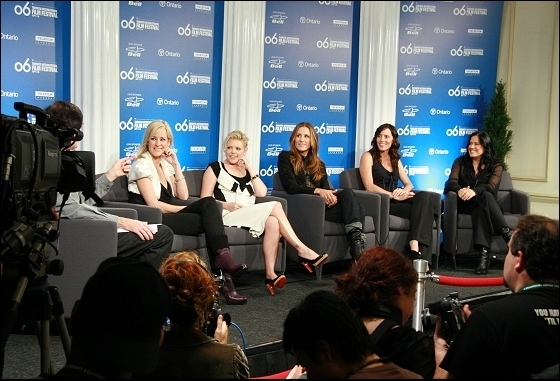
2006年的南方小鸡

南方小鸡成立于1989年，当时名为Dixie Chicks，成员包括立式低音提琴乐手劳拉·林奇、吉他手罗宾·林恩·梅西以及多乐器演奏姐妹玛蒂·马奎尔和艾米丽·斯特雷尔。两姐妹后来结婚，并两次改名（玛蒂改名为Martie Seidel，后又改名为Martie Maguire；艾米丽改名为Emily Robison，后又改名为Emily Strayer）。乐队的名字取自Little Feat乐队中罗威尔·乔治的专辑《Dixie Chicken》。
1990年，参议员约翰·塔尔的女儿佩妮·库克为南方小鸡提供了1万美元，以让她们录制一张专辑。她们的第一张录音室专辑《Thank Heavens for Dale Evans》以表演先锋戴尔·伊万斯命名。她们为这张14轨的专辑支付了5000美元。其中包括两首器乐曲。1987年，马奎尔（当时仍名为玛蒂·埃尔文）在堪薩斯州温菲尔德核桃谷音乐节举行的全国小提琴锦标赛中获得第二名，1989年获得第三名。
乐队于年底发行了一张圣诞单曲——一张名为《Home on the Radar Range》的45转黑膠唱片，正面的歌曲名为“Christmas Swing”，反面名为“The Flip Side”。唱片名称意义重大；在那段时间里，乐队成员装扮成“女牛仔”，宣传照片也反映了这一形象。然而，即使在Grand Ole Opry剧院和加里森·基洛的電台廣播节目《A Prairie Home Companion》中亮相。
南方小鸡开始建立自己的粉丝群，在1990年的Telluride蓝草音乐节上赢得了“最佳乐队”奖，并为知名乡村音乐艺人担任开场嘉宾，包括加斯·布鲁克斯、瑞芭·麦肯泰尔和喬治·史崔特。
1992年，乐队发行了第二张独立专辑《Little Ol' Cowgirl》，这张专辑转向了更为现代的乡村音乐，乐队请来了更多的临时伴奏乐手，用更大更现代的编曲发展出了更丰富的声音。罗宾·林恩·梅西对声音的变化并不满意。1992年底，她离开乐队并投身于“更纯粹”的蓝草音乐，并继续活跃在达拉斯和奥斯汀的音乐舞台上。在此期间，专业钢棒吉他手劳埃德·梅因斯（曾在两张专辑中都有过演奏）将他们介绍给了自己的女儿娜塔莉，她是一位有抱负的歌手。劳埃德-梅因斯认为自己的女儿很适合接替离去的梅西，并将娜塔莉的试唱样带传给了马奎尔和斯特雷尔，该样带曾为她赢得了伯克利音樂學院的全额奖学金。1992年，《华盛顿邮报》在评论他们在弗吉尼亚州的桦树音乐大厅的演出时写道：“唱片公司的高管们很快就会自责……这些小鸡们具备了大红大紫的条件，但却没有一家大唱片公司冒险与他们签约”。
林奇成为南方小鸡第三张专辑《Shouldn't a Told You That》（1993年）的主唱。她们仍然无法吸引主要唱片公司的支持，也很难将歌迷群体扩展到得克萨斯州和纳什维尔以外的地方。他们的新任经理西蒙·伦肖找到了公司高管斯科特·西曼，斯科特·西曼与索尼音乐娱乐公司纳什维尔分部签订了一份发展合约。1995年年中，他们与索尼敲定了合约，林奇的位置由梅恩斯取代。
关于林奇离开的说法不一。在那时，林奇姐妹说她已经考虑离开一年多了，因为她厌倦了巡演，希望有更多的时间陪伴女儿。林奇提出留下来参加新专辑的首次录音，但姐妹俩认为这样做会给索尼公司传递错误的信息；她们一致同意她在新专辑发行前离开。在1996年的一次采访中，林奇说到：“这不能说是辞职。南方小鸡有三个人，而我只是其中之一。”2003年，林奇表示她不后悔离开。

### 1995–2000：凭借《Wide Open Spaces》和《Fly》获得商业成功

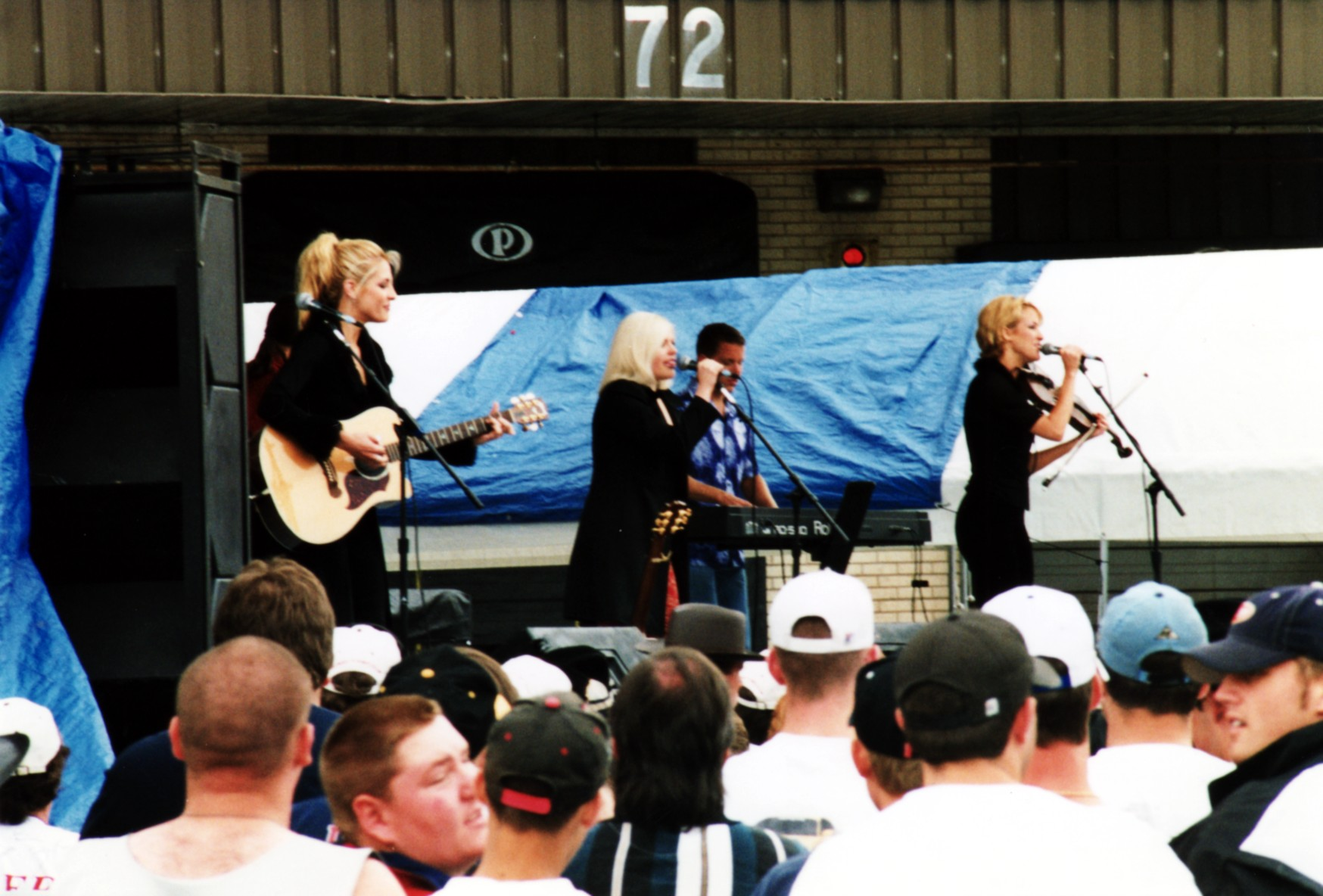
1998年，南方小鸡在弗吉尼亚州斯塔福德举行的乡村儿童音乐会上

梅因斯加入乐队后，乐队的乐器阵容基本保持不变，但梅因斯并不是原声贝司手。相反，她在演唱会上弹木吉他和电吉他，偶尔也弹电贝司或帕布斯吉他。她担任主唱，马奎尔和斯特雷尔担任伴唱。现在，斯特雷尔为乐队的声音做出了贡献，在她精通五弦班卓琴和共鸣器吉他的基础上，又加入了吉他、手风琴、锡塔琴和帕帕鲁斯琴；而马奎尔则开始在她擅长的小提琴演奏基础上，更频繁地加入吉他、中提琴和曼陀林演奏。姐妹俩对这种变化表示欢迎；马奎尔说：“这首歌很有根基，但娜塔莉又加入了摇滚和藍調的元素。这给了艾米丽和我一个拓展的机会，因为我们喜欢这些类型的音乐，但又觉得受到乐器的限制。”
在接下来的一年里，索尼来到奥斯汀看望了改头换面的南方小鸡，并承诺与她们签订长期合约，她们也被选为新成立的Monument唱片公司的第一组新艺人。单曲《I Can Love You Better》于1997年10月发行，进入美国乡村音乐排行榜前十名。《Wide Open Spaces》于1998年1月23日发行。
在一年的时间里，《Wide Open Spaces》中的三首单曲都登上了乡村音乐排行榜的首位：《There's Your Trouble》、《You Were Mine》和同名单曲。这张专辑在他们原有的粉丝基础上增加了更多的听众，在乡村音乐和流行音乐排行榜上都进入了前五名，仅在乡村音乐领域的初始销量就达到了1200万张，创造了乡村音乐史上最畅销的二人或组合专辑的纪录。截至2003年，《Wide Open Spaces》在美国售出的1200万张专辑使其成为RIAA认证的钻石专辑。
1998年，南方小鸡的CD销量超过了所有其他乡村音乐组合的总和。大型乡村音乐组织注意到了南方小鸡，并于1998年将“地平线奖”（Horizon Award）颁给了那些“在整体排行榜和销售活动、现场表演专业性和评论媒体认可度方面表现出最显著的创造性增长和发展”的新艺人。到1999年，这张专辑为新阵容赢得了第一个葛萊美獎以及乡村音乐协会、乡村音乐学院和其他高知名度奖项的赞誉。
1999年8月31日，南方小鸡发行了另一张专辑《Fly》，该专辑首次亮相就荣登Billboard 200榜首，销量超过1,000万张，使南方小鸡成为唯一一支乡村乐队，也是唯一一支拥有两张连续获得RIAA认证钻石专辑的女性乐队。《Fly》共发行了九张单曲，包括乡村音乐冠军《Cowboy Take Me Away》和《Without You》。南方小鸡的专辑在发行后的半个多世纪里一直名列美国历史上最畅销的50张专辑排行榜。《Fly》再次获得格莱美奖以及乡村音乐协会和乡村音乐学院颁发的荣誉，南方小鸡也因其成就获得了其他方面的多项荣誉。乐队在其首次巡演飞行演唱会中担任主演，乔·伊利和瑞奇·斯卡格斯等特邀艺术家在每场演出中亮相，还与萨拉·麦克拉克伦、雪瑞兒·可洛和其他女艺术家一起参加了全女性巡演Lilith音乐节。
南方小鸡在这一时期取得商业成功的原因是多方面的：她们创作或与人合作创作了《Wide Open Spaces》和《Fly》中大约一半的歌曲；她们混合了蓝草、主流乡村音乐、藍調和流行歌曲的风格吸引了众多唱片购买者，而且她们曾经与林奇一起装扮成“牛仔女郎”，使得她们的着装更加现代。
《Fly》中的《Cowboy Take Me Away》成为另一首招牌歌曲，这首歌是马奎尔为庆祝姐姐与乡村音乐歌手查理·罗比森的恋情而写的，艾米莉后来嫁给了查理·罗比森，并将自己的姓氏换成了罗比森。然而，她们的几首歌在保守的乡村音乐粉丝群中引起了争议，有两首歌导致一些电台将南方小鸡从播放列表中删除：这两首歌分别是《Sin Wagon》和《Goodbye Earl》，《Sin Wagon》中的“mattress dancing”（床垫舞）一词被赋予了新的含义，而《Goodbye Earl》则是一首黑色幽默作品，讲述了一个毫不掩饰地杀害虐待自己丈夫的凶手的故事（乐队后来拍摄了一段视频，由演员丹尼斯·弗兰兹扮演被杀害的丈夫，描绘了这一恶行）。在一次采访中，梅恩斯谈到索尼公司担心《Sin Wagon》中提到的“mattress dancing”，拒绝在采访中讨论这个问题。她说：我们的经理开玩笑说，‘你不能说床垫舞，但他们喜欢这首关于预谋一级谋杀的歌’！”她接着说：“......所以‘床垫舞’被淘汰了，谋杀却出现了，这对我们来说很有趣！”

### 2001–2002：唱片公司纠纷和《Home》
在前两张专辑取得商业成功后，乐队与唱片公司索尼就会计程序问题发生争执，声称索尼至少在30个案例中使用了欺诈性会计手段，在过去三年中少付了至少400万美元（270万英镑）的专辑版稅。索尼公司坚持己见，三人于是离开，索尼公司起诉三人未能履行合同。8月27日，南方小鸡以自己的410万美元起诉索尼音樂娛樂，这与歌手寇特妮·洛芙、艾梅·曼恩和黎安·萊姆絲对唱片业的指控不谋而合。经过几个月的谈判，南方小鸡私下解决了诉讼，并获得了自己的唱片公司Open Wide Records，这为她们提供了更多的控制权、更好的合同以及更多的版税，但索尼仍负责专辑的营销和发行。
在与索尼公司和解期间，南方小鸡在《America: A Tribute to Heroes》电视马拉松中为9·11事件而首次演唱了她们的歌曲《I Believe in Love》。三位女歌手在德克萨斯州找到了自己的家，她们各自都有了幸福的婚姻，计划着组建家庭，并在没有大唱片公司录音室技术人员的压力下，写出了更贴近自己的歌曲。她们没有写的歌曲都是向那些不那么强调商业性的词曲作者征集的。最终，由劳埃德·梅恩斯和南方小鸡独立制作的《Home》于2002年8月27日发行。
与南方小鸡的前两张专辑不同，《Home》以快节奏的蓝草音乐和低沉的民谣为主；爱美萝·哈里斯在《Godspeed》中加入了她的歌声。此外，开场曲和首支单曲《Long Time Gone》的歌词是对当代乡村音乐广播的尖锐批评，指责其忽视了梅尔·哈格德、约翰尼·卡什和汉克·威廉斯所代表的乡村音乐的灵魂。《Long Time Gone》成为南方小鸡在公告牌百强单曲榜上的首支前十名单曲，并在乡村单曲榜上名列第二，取得了巨大成功。《Home》在美国售出约六百万张。
尽管没有达到前两张专辑的钻石唱片级别，但《Home》还是一如既往地赢得了格莱美奖和其他值得一提的荣誉。娜塔莉·梅恩斯事后说：“我想查查记录簿，看看有多少对父女一起获得过格莱美奖。”
截止2002年，南方小鸡在三个电视特别节目中亮相：《An Evening with the Dixie Chicks》是一场主要由《Home》中的素材组成的VH1 Divas原声音乐会；与雪兒、席琳·狄翁、夏奇拉、安娜塔西亚、史蒂薇·妮克絲、玛丽·布莱姬、辛蒂·羅波、惠特妮·休斯顿和主持人艾倫·狄珍妮同台演出；以及CMT频道三小时电视特别节目《the 40 Greatest Women of Country Music》。她们在40位伟大女性中排名第13位，是“由数百位艺术家、音乐历史学家、音乐记者和音乐行业专业人士从伟大艺术家的各个方面选出的”。

### 2003–2005：对小布什的评论和反弹
2003年3月10日，南方小鸡在英国伦敦牧羊人丛林帝国剧院演出。梅因斯告诉观众，乐队不支持盟军即将入侵伊拉克，并为小布什总统来自得克萨斯州而感到羞愧。这一言论在美国引发了强烈反弹。南方小鸡被数千家乡村广播电台列入黑名单，乐队成员还收到了死亡威胁。他们翻唱自佛利伍麥克的单曲《Landslide》一周内在告示牌百大單曲榜上从第10位跌至第43位，一周后退出榜单。这一反弹也损害了他们下一张专辑和巡演的销量。梅因斯发表了道歉声明，称她的言论有失尊重；2006年，她撤销了道歉声明，称她认为布什不值得尊重。

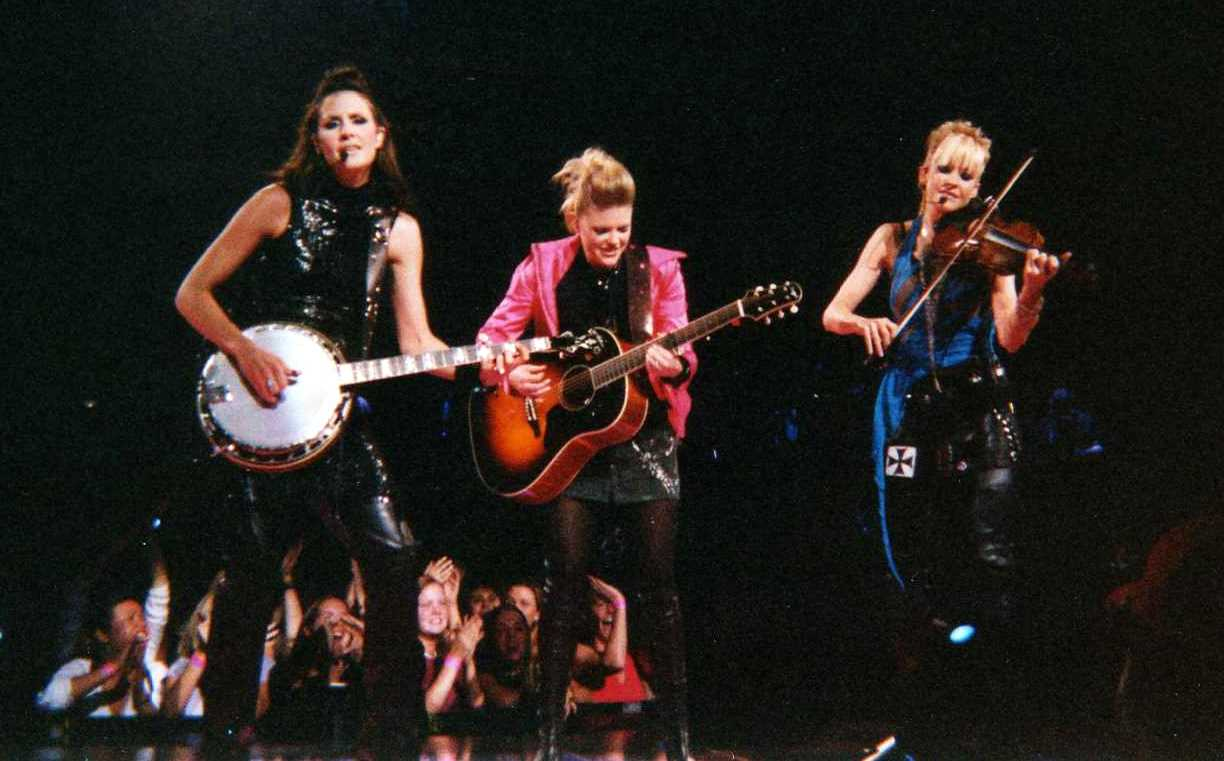
2003年6月20日，南方小鸡在麦迪逊广场花园举行的世界之巅巡回演唱会中表演

2005年，飓风卡特里娜和飓风丽塔袭击了美國墨西哥灣沿岸地區，南方小鸡所在的德克萨斯州直接受到了灾难的影响。9月，南方小鸡在《风暴中的庇护所：海湾沿岸音乐会》电视节目中首次演唱了歌曲《I Hope》。这首歌以下载版的形式发行，所得收入通过國際仁人家園和美国音乐家联合会海湾沿岸救济基金用于飓风救济。
2004年10月，南方小鸡参加了《Vote for Change》巡回演出，在MoveOn于搖擺州举办的音乐会上演出，为反对布什的政治团体筹集资金。2005年，马奎尔、斯特雷尔和梅因斯与桃莉·巴頓、克莉絲汀·阿奎萊拉、小野洋子和曼迪·穆尔等其他31位唱片艺人一起，发行了一张名为《Love Rocks》的双盘唱片，支持不分性取向或性别认同的各种关系，其中包括他们在专辑《Home》中的《I Believe in Love》。

### 2006–2007：《Taking the Long Way》和《Shut Up and Sing》
2006年3月16日，南方小鸡为即将发行的专辑发布了单曲《Not Ready to Make Nice》。这首歌是与丹·威尔逊共同创作的，其中提到了前三年围绕着该组合的政治争议。斯特雷尔说：“这首歌的赌注肯定更大。我们知道这首歌很特别，因为它非常具有自传性，我们必须把它做好。一旦我们完成了这首歌，我们就可以放开手脚做专辑的其他部分，而不会有任何负担”。她表示，写这首歌成了他们的“治疗方法”，因为他们不得不把这么多的情绪憋在心里那么久。因此，乐队认为这张专辑与其说是政治性的，不如说是非常个人化的。
《Taking the Long Way》于2006年5月22日在商店和网上发行。这张专辑由里克·鲁宾制作，他曾与红辣椒乐队、堕落体制等硬式搖滾乐队以及約翰尼·卡什和尼爾·戴門等特立独行的歌手合作过。乐队认为，采用新的方式不会让他们失去什么，但可能会让他们收获不少。专辑中的每首歌曲都是三位成员与其他多位词曲作者共同创作的，其中包括Crowded House乐队的尼尔·费恩。专辑中提到了2003年的争议。《Taking the Long Way》首周在Billboard 200和熱門鄉村專輯榜上均名列第一，首周销量达52.6万张（在本年度所有乡村音乐专辑中排名第二），并在首周即创下金唱片销量纪录。南方小鸡成为榜单历史上第一个有三张专辑首周登上榜首的女子乐队。
《Not Ready to Make Nice》和第二首单曲《Everybody Knows》均未进入热门乡村歌曲排行榜前35名。2006年6月，艾米莉·斯特雷尔指出，其他乡村音乐表演者缺乏支持：“很多艺人因为反对我们的言论或我们的立场而获得利益，因为这样做可以促进他们的事业，但这样做太可怕了……大量的迎合开始出现，你会在每个视频中看到士兵和美国国旗。这成了一种令人作呕的极端爱国主义表现。”
梅因斯说：“整个国家可能都不同意我的观点，但我不理解爱国主义的必要性。为什么要爱国？爱什么？这片土地是我们的？为什么？你可以喜欢你生活的地方，喜欢你的生活，但至于热爱整个国家……我不明白人们为什么要关心爱国主义。”这两首单曲在欧洲更为成功，分别位列第13位和第11位，并在欧洲乡村音乐排行榜上各停留了20多周。
《意外与指控演唱会》巡演于2006年7月开始。在加拿大和一些东北部地区，门票销售十分火爆，但在其他地区却明显疲软。在得克萨斯州休斯敦，由于当地广播电台拒绝接受演出广告，演出门票甚至从未开售。8月，他们重新安排了巡演日程，重点放在加拿大的演出上，因为在加拿大，《Taking the Long Way》已经获得了五倍白金销量。作为巡演的一部分，南方小鸡成为第一支雇用指定博客“all-access”跟进其宣传活动和巡演的大型乐队。巡演期间，乐队成员一般不发表任何露骨的口头政治评论。当南方小鸡在03年风波发生地牧羊人丛林帝国剧院再次演出时，梅恩斯开玩笑说她想说一些观众以前没听过的话，但她却说：“你们都知道，我们为美国总统来自得克萨斯州感到羞耻。”全场响起一片笑声和掌声。
2006年，《Taking the Long Way》成为美国第九大畅销专辑。在2007年2月举行的第49届格莱美奖颁奖典礼上，该组合获得了全部五个奖项的提名，其中包括年度歌曲和年度制作（均由《Not Ready to Make Nice》获得），以及年度专辑（由《Taking the Long Way》获得）。梅因斯认为这些奖项是公众对他们倡导言论自由的支持。过去14年内没有歌手包揽这三项大奖。
格莱美奖之后，《Taking the Long Way》在Billboard 200上排名第8位，在乡村音乐专辑榜上排名第1位，《Not Ready to Make Nice》在告示牌百大單曲榜上排名第4位。《Not Ready to Make Nice》的音乐录影带获得了2007年CMT音乐录影带奖年度最佳录影带和年度最佳组合录影带的提名。该组合还获得了2007年乡村音乐协会最佳演唱组合奖提名，但最终输给了雷可福磊斯。
在2006年多伦多国际电影节上，纪录片导演芭芭拉·科普勒的制片公司Cabin Creek Films首映了《Dixie Chicks: Shut Up and Sing》。这部纪录片跟踪记录了南方小鸡自2003年伦敦演唱会事件以来的三年时间，除了争议之外，还涵盖了他们音乐和个人生活的方方面面。
2006年10月27日，NBC拒绝了《Shut Up and Sing》的广告，因为该公司的政策禁止涉及“公共争议”的广告。CW也拒绝了广告，但包括NBC和CW在内的五大广播公司的地方附属电视台都在纽约和洛杉矶这两个当天上映的城市播放了该片的宣传广告。影片发行人哈維·溫斯坦说：“一部讲述一群勇敢的艺人因行使言论自由权而被列入黑名单的电影，现在自己也被美国公司列入黑名单，这是对我们社会恐惧程度的悲哀评论。”

### 2008–2014：停顿、新乐队和继续巡演
在2007年12月于阿肯色州小石城举行的一次集会上，梅因斯表示支持西孟菲斯三人组，这三人因1993年的三人谋杀案被定罪，但许多人认为他们是无辜的。梅因斯引用了最近一份牵涉其中一名受害者继父特里·霍布斯的辩护文件，并在南方小鸡网站上的一封信中发表了类似的评论。2008年11月，霍布斯起诉梅因斯和南方小鸡，指控她的言论诽谤。2009年12月2日，美国联邦法官驳回了这起诽谤案，理由是霍布斯没有证明这些言论是出于真實惡意原則。2008年4月，为宣传阿尔·戈尔的“We Campaign”运动，南方小鸡和托比·凯斯共同参与了一个拟议中的商业广告，但最终因日程冲突而放弃。
2010年1月，马奎尔和斯特雷尔在没有梅因斯的情况下以二人组合“Court Yard Hounds”的名义发行了新音乐。娜塔莉的父亲劳埃德·梅因斯说，三人组合“肯定还是一个整体”。Court Yard Hounds于2010年5月发行了第一张专辑，由斯特雷尔担任主唱。从2010年6月8日开始，南方小鸡加入了老鹰乐队的Long Road Out of Eden Tour演唱会，访问了多伦多、波士顿、芝加哥、費城、华盛顿特区、圣路易斯和温尼伯等城市，并在新泽西州的大都會人壽體育場进行了演出。乡村歌手兼吉他手凯斯·厄本也参加了部分演出。
南方小鸡出演了2010年关于美国抗争歌的音乐纪录片《Sounds Like a Revolution》。她们在2011年3月发行的史提夫·馬丁蓝草音乐专辑《Rare Bird Alert》中演唱了由Steep Canyon Rangers乐队伴奏的《You》。2011年3月，梅恩斯为HBO剧集《三棲大丈夫》的最后一集录制了海灘男孩的名曲《God Only Knows》。2011年7月，斯特雷尔和马奎尔表示，梅恩斯的新音乐正在创作中。2011年10月，南方小鸡在得克萨斯州奥斯汀市举行了野火救援音乐会。在演出过程中，梅因斯表示，当他们被邀请参加演出时“没有任何犹豫”。
2012年12月，南方小鸡取代懷舊女郎成为2013年7月加拿大萨斯喀彻温雷霆之乡的头条节目。同月，她们还在渥太华蓝调音乐节和卡文迪什海滩音乐节上演出，并于10月在豐業銀行馬鞍體育館演出。与此同时，Court Yard Hounds乐队发行了第二张专辑《Amelita》。2013年10月至2014年3月，南方小鸡在加拿大多个城市进行了自2007年以来的首次全长巡演《久别重逢演唱会》。这次巡演包括在伦敦和都柏林举行的C2C: Country to Country音乐节。

### 2016年–现在：MMXVI世界巡演、更名和Gaslighter
2015年6月，欧洲巡演原定于2016年4月16日在安特卫普开始；DCX MMXVI世界巡回演唱会最初包括瑞士、荷兰、斯堪的纳维亚、英国和爱尔兰的演出，但在2015年11月，巡演延伸至北美，在美国和加拿大安排了40多场演出。巡演延伸至澳大利亚和新西兰，随后发行了现场专辑和视频《DCX MMXVI Live》。
2016年11月2日，在鄉村音樂協會獎50周年庆典上，南方小鸡与碧昂絲合作演唱了她的歌曲《Daddy Lessons》。表演的录音室版本于次日在数字媒体上发布。她们还与泰勒·斯威夫特合作，演唱了斯威夫特2019年专辑《Lover》中的歌曲《Soon You'll Get Better》。2018年5月3日，南方小鸡的经理人西蒙·伦肖退休，他从1995年开始管理他们。他们与Monotone/LBI Entertainment的伊恩·蒙通和里克·约恩签约。
2020年6月25日，乐队更名为Chicks，去掉了“Dixie”一词。在改名之前，有人批评该词在美国有奴隶制的含义。乐队表示，他们十几岁时就取了“这个愚蠢的名字”，多年来一直想改掉它。2020年6月，他们在社交媒体上看到邦联旗被描述为“the Dixie Swastika”，于是决定改名。他们还受到了乔治·弗洛伊德之死引发的示威活动和黑人的命也是命运动的启发，称这“无疑点燃了我们站在历史正确一边的火焰”。他们得到了新西兰二人组合Chicks的祝福，共同使用了这个名字。在更名的同时，南方小鸡还发行了抗争歌《March March》，并配上由Seanne Farmer执导的音乐录影带，向社會正義运动致敬。他们还介绍约翰·席尔瓦担任新经理，由R&CPMK的辛迪·伯杰负责宣传。
2020年7月17日，哥伦比亚公司发行了南方小鸡14年来的首张专辑《Gaslighter》，由杰克·安东诺夫担任制作人。首支单曲《Gaslighter》于3月4日发行。8月20日，南方小鸡在2020年民主党全国大会上演唱了《星條旗歌》。2023年12月22日，创始成员劳拉·林奇在德克萨斯州艾爾帕索附近的一次交通事故中去世，享年65岁。南方小鸡发表声明称，林奇是“一盏明灯”，她“无可否认的才华帮助我们从街头巷尾的摆摊小贩发展到遍布德克萨斯州和中西部的舞台”。

## 乐队成员
现成员
- 艾米丽·斯特雷尔（英语：Emily Strayer） – 主唱、班卓琴、共鸣吉他、吉他（1989年至今）
- 玛蒂·马奎尔（英语：Martie Maguire） – 主唱、小提琴、曼陀林（1989年至今）
- 娜塔丽·麦恩斯 – 主唱、吉他、全音大键琴（英语：Omnichord）（1995年至今）

前成员
- 劳拉·林奇 – 主唱、贝斯手（1989-1995；2023年去世）[98][99]
- 罗宾·林恩·梅西 – 主唱、吉他（1989-1992）

## 音乐作品
录音室专辑
- Thank Heavens for Dale Evans（英语：Thank Heavens for Dale Evans） (1990)
- Little Ol' Cowgirl（英语：Little Ol' Cowgirl） (1992)
- Shouldn't a Told You That（英语：Shouldn't a Told You That） (1993)
- Wide Open Spaces（英语：Wide Open Spaces (album)） (1998)
- Fly（英语：Fly (Dixie Chicks album)） (1999)
- Home（英语：Home (Dixie Chicks album)） (2002)
- Taking the Long Way（英语：Taking the Long Way） (2006)
- Gaslighter（英语：Gaslighter (album)） (2020)

## 巡回演唱会

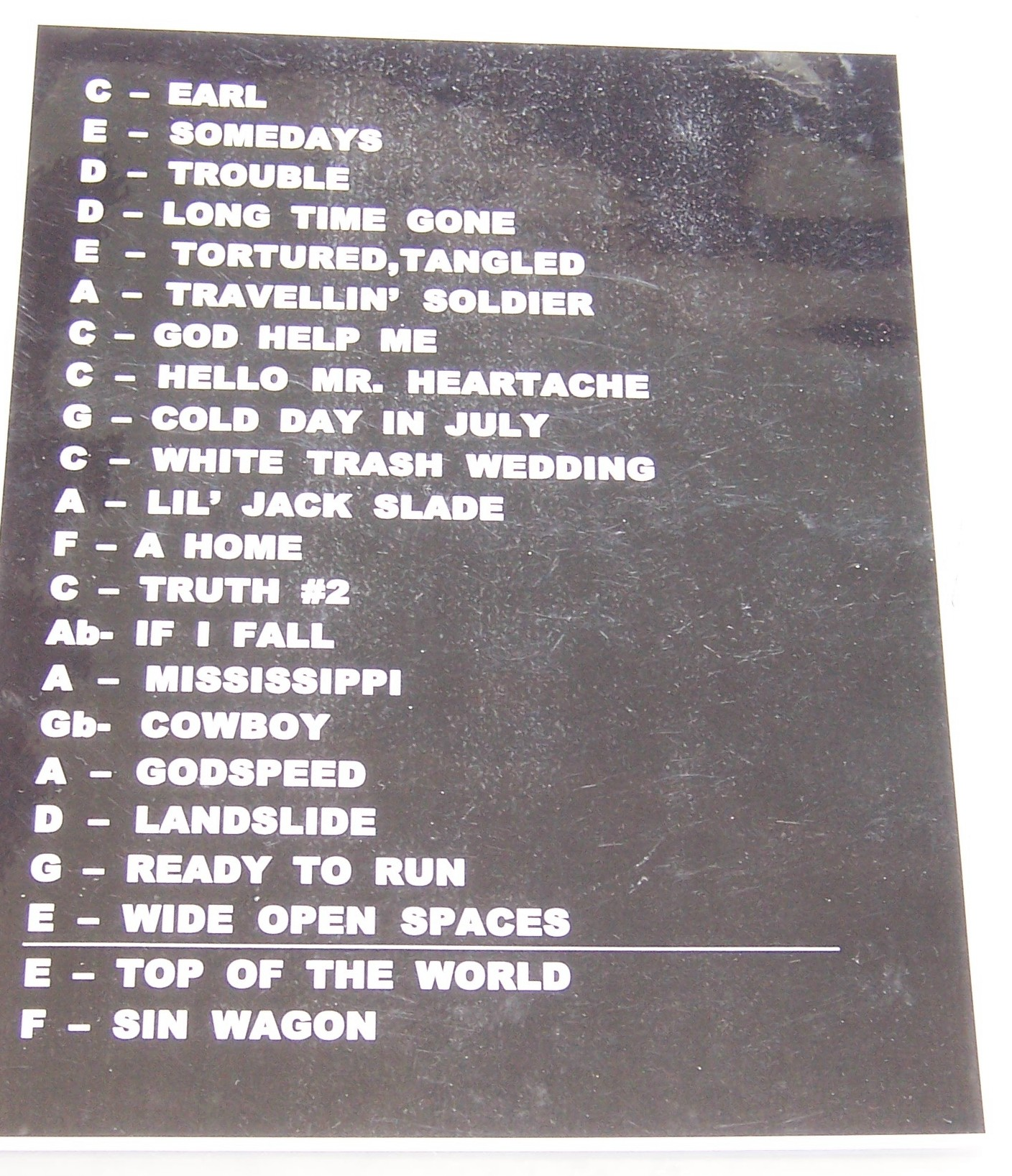
世界之巅巡回演唱会曲目表：麦迪逊广场花园，2003年6月20日

团体巡演
- 2000: 飞行演唱会（英语：Fly Tour）
- 2003: 世界之巅巡回演唱会（英语：Top of the World Tour）
- 2006: 意外与指控演唱会（英语：Accidents & Accusations Tour）
- 2013–14: 久别重逢演唱会（英语：Long Time Gone Tour）
- 2016–17: DCX MMXVI世界巡回演唱会（英语：DCX MMXVI World Tour）
- 2022–23: 小鸡巡回演唱会（英语：The Chicks Tour）

作为嘉宾
- 1998: 克莱·沃克（英语：Clay Walker）
- 1999: 乔治·斯特雷特乡村音乐节
- 1999: 提姆·麥克羅
- 2006: 老鹰乐队（特威克纳姆体育场 – 2006年6月17日）
- 2007: 老鹰乐队（诺基亚剧院洛杉矶L.A. Live（英语：L.A. Live）开幕）
- 2010: 老鹰乐队2010夏季巡演（英语：Long Road Out of Eden Tour）}}

合作巡演
- 2004: 为变革投票演唱会（英语：Vote for Change）

常驻
- 2023: 南方小鸡：拉斯维加斯六夜

## 脚注
1. ↑  “Dixie”一词的来源众说纷纭，请参见迪克西

## 延伸阅读
- Dickerson, James L. (2000). Dixie Chicks: Down-Home and Backstage. Taylor Trade Publishing. ISBN 0-87833-189-1.